# Callenelle
Callenelle (signifie la "petite Calonne" (calonne, c'est une "rivière pierreuse" ou "rade" c'est-à-dire la terre de l’abri)) est une section de la ville belge de Péruwelz, située en Région wallonne dans la province de Hainaut.
C'était une commune à part entière avant la fusion des communes de 1977.
Elle est notamment connue pour abriter le siège social de la société Saluc, leader mondial dans la fabrication des boules de billard et de snooker sous le label Aramith (80 % du marché des boules de billard).

## Toponymie

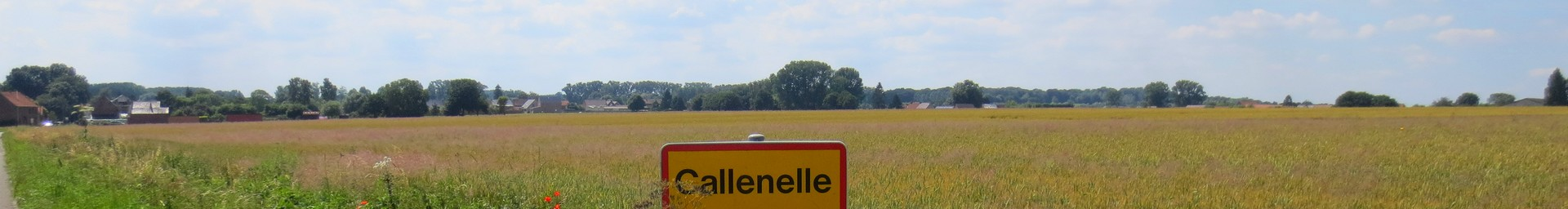
Vue panoramique de l'ancien village de Callenelle

## Évolution démographique
- Sources : INS, Rem. : 1831 jusqu'en 1970 = recensements, 1976 = nombre d'habitants au 31 décembre.

## Historique
Sur le plan économique, le village est essentiellement tourné vers l'agriculture. À partir du XIXe siècle, le réseau des communications est attractif : le chemin de fer dès 1869, le canal de Pommeroeul à Antoing inauguré en 1829 et l'artère principale du village, la grand-route Grandglise-Antoing (l'artère principale du village). L’activité économique s’intensifie (briqueteries, tuileries, saboteries, carrières de sable, scierie, sucrerie, fabrique de chapeaux, usine de béton, minoterie).
Actuellement deux entreprises tiennent encore le haut du pavé[passage promotionnel] : une entreprise spécialisée dans le travail de la laine et une usine de billes de billard (S.A.L.U.C.) installée dans les bâtiments d'une ancienne brasserie.